# Bukowiec (Silésie)
Pour les articles homonymes, voir Bukowiec.
Bukowiec (prononciation : [buˈkɔvjɛt͡s]) est une localité polonaise de la gmina de Koszęcin, située dans le powiat de Lubliniec en voïvodie de Silésie.